# Volvo F88/F89
| Volvo                | Volvo                                                          |
| F 88/F 89            | F 88/F 89                                                      |
| -------------------- | -------------------------------------------------------------- |
| Hersteller:          | Volvo Trucks                                                   |
| Bauart:              | Lkw                                                            |
| Produktionszeitraum: | 1965–1977                                                      |
| Achsen:              | 2, 3 oder 4                                                    |
| Leistung:            | 122–243 kW, 166–330 PS                                         |
| Vorgängermodelle:    | Volvo Titan                                                    |
| Nachfolgemodell:     | Volvo F 10/F 12/F 16                                           |
| Ähnliche Modelle:    | Magirus-Deutz Typ D, MAN F 8, Mercedes-Benz NG, Scania 110/111 |

Der Volvo F 88/F 89 war eine Baureihe schwerer Frontlenker-Lkw, die zwischen 1965 und 1977 von Volvo Trucks hergestellt wurde. Der F88 war eines der ersten Diesel-Kraftfahrzeuge mit Abgasturbolader.

## F88
Volvo nahm in den 1960er Jahren mit dem exportorientierten Programm System 8 eine umfassende Renovierung des Lkw-Programms in Angriff. Dabei wurden acht Komponentengruppen gezielt ins Visier genommen. Für den Antriebsstrang bedeutete das neue Dieselmotoren, Getriebe sowie Hinterachsen. Beim Chassis renovierte Volvo den Rahmen, die Bremsen, die Lenkung sowie die Radaufhängung. Die kippbaren Fahrerhäuser wurden nur geringfügig überarbeitet. Der F 88 löste 1965 den zweiachsigen (4×2) L4951 ab, der FB 88 den dreiachsigen (6×2) L4956.
Angetrieben wurde der F 88 von einem neu entwickelten TD100-Turbodieselmotor mit 9,6 Liter Hubraum, 260 PS bei 2600/min und einem Drehmoment von 941 Nm. Dies genügte, um mit dem F88 ohne Beladung problemlos im vierten Gang anzufahren. Markant war der dabei verwendete Abgasturbolader, der seinerzeit noch keineswegs verbreitet war. Es handelte sich um ein Zulieferteil von Schwitzer-Holset, wobei der Volvo-Motor von Anfang an konstruktiv auf die Verwendung eines Turboladers hin ausgerichtet wurde. Zudem stellte das bereits vollsynchronisierte 8-Gang-Getriebe eine bemerkenswerte Innovation im Lkw-Bau dar. Ferner hatte der FB 88 eine Liftachse. Der F88 zählte zu den wenigen westlichen Kraftfahrzeugen, die auch von der DDR importiert wurden. 

### Modellpflege
Bis 1970 bot Volvo den F 88 auch mit D100-Dieselmotoren ohne Turbo mit 166 und 200 PS an. 
Anfangs waren die Scheibenwischer an der Windschutzscheibe oben angeschlagen, es gab einen waagerechten Haltegriff in Wagenfarbe unter der linken Seite der Windschutzscheibe, das Kühlergrillgitter war verchromt und die vorderen Blinkleuchten waren waagerecht angeordnet. Der Innenraum war grau-rot gestaltet. Seit 1966 wurden die Blinkleuchten etwas tiefer platziert.
Ab 1969 wurden die Scheibenwischer unten angeschlagen und die Blinkleuchten senkrecht angeordnet.
1970 erhielt der F 88 senkrechte, schwarze Griffe hinter den Türen, verbesserte Spiegel und Positionslichter auf dem Dach und der Haltegriff unter der Windschutzscheibe wanderte von der rechten auf die linke Seite.
Ab September 1971 erhielt der F 88 hinter dem Fahrerhaus ein Luftansaugrohr. Die Kabine wurde mit einem Schiebedach ausgestattet und bekam innen blaue Polster.
1973 wurde der F 88 letztmals überarbeitet. Nun gab es schwarze, waagerechte Haltegriffe links und rechts unter der Windschutzscheibe, das Kühlergrillgitter war nun aus schwarzem Kunststoff und unterhalb wurde in silbernen Großbuchstaben ein Volvo-Schriftzug angebracht, wie es ihn beim F 89 bereits seit 1970 gab. Der Innenraum bekam braune Polster.
Bis 1977 produzierte Volvo 40.215 Fahrgestelle.

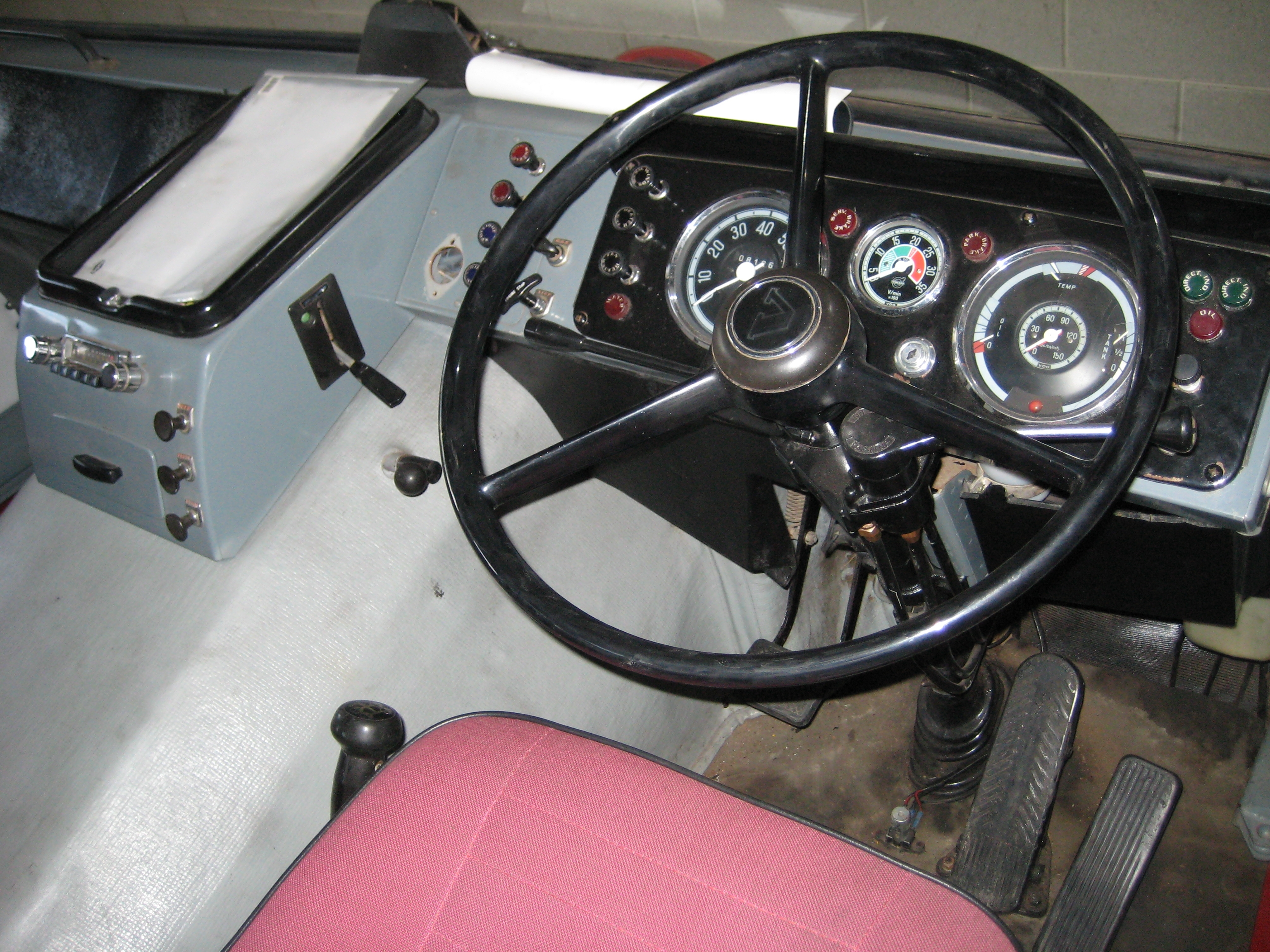
Fahrerplatz eines Rechtslenker-G 88

### G 88
Im Jahr 1970 kam als Variante der Volvo G 88 in das Programm, bei dem die Vorderachse weiter vorn angeordnet war. Durch den größeren Radstand konnte die Nutzlast erhöht werden, was aber nur in einigen Ländern wie Schweden, Australien und Brasilien zulässig war.
Der G 88 wurde noch ein Jahr länger als der F 88 bis 1978 produziert und war mit dem 200-PS-Dieselmotor und dem 260-PS-Turbodieselmotor des F 88 erhältlich.

### F 88 290
Da der stärkere F 89 nur als Linkslenker gebaut wurde, wurde für Rechtslenker-Märkte ab 1975 ein F 88 mit einem 290 PS starken TD100B-Turbodieselmotor angeboten. Optisch war dieser an einem breiteren Kühlergrillgitter und einem größeren Luftansaugrohr zu erkennen.

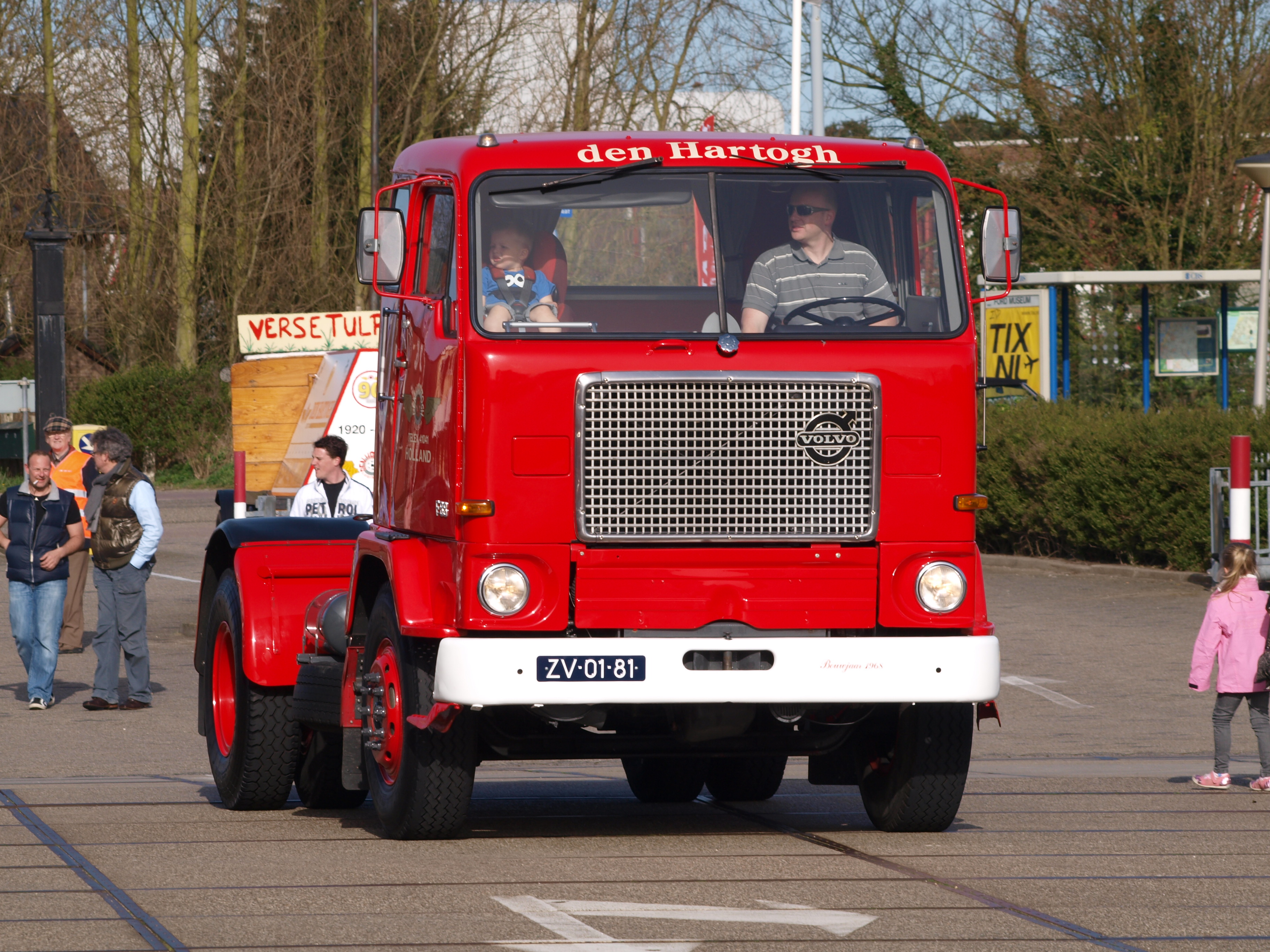
Volvo F 88 (1966–1969)
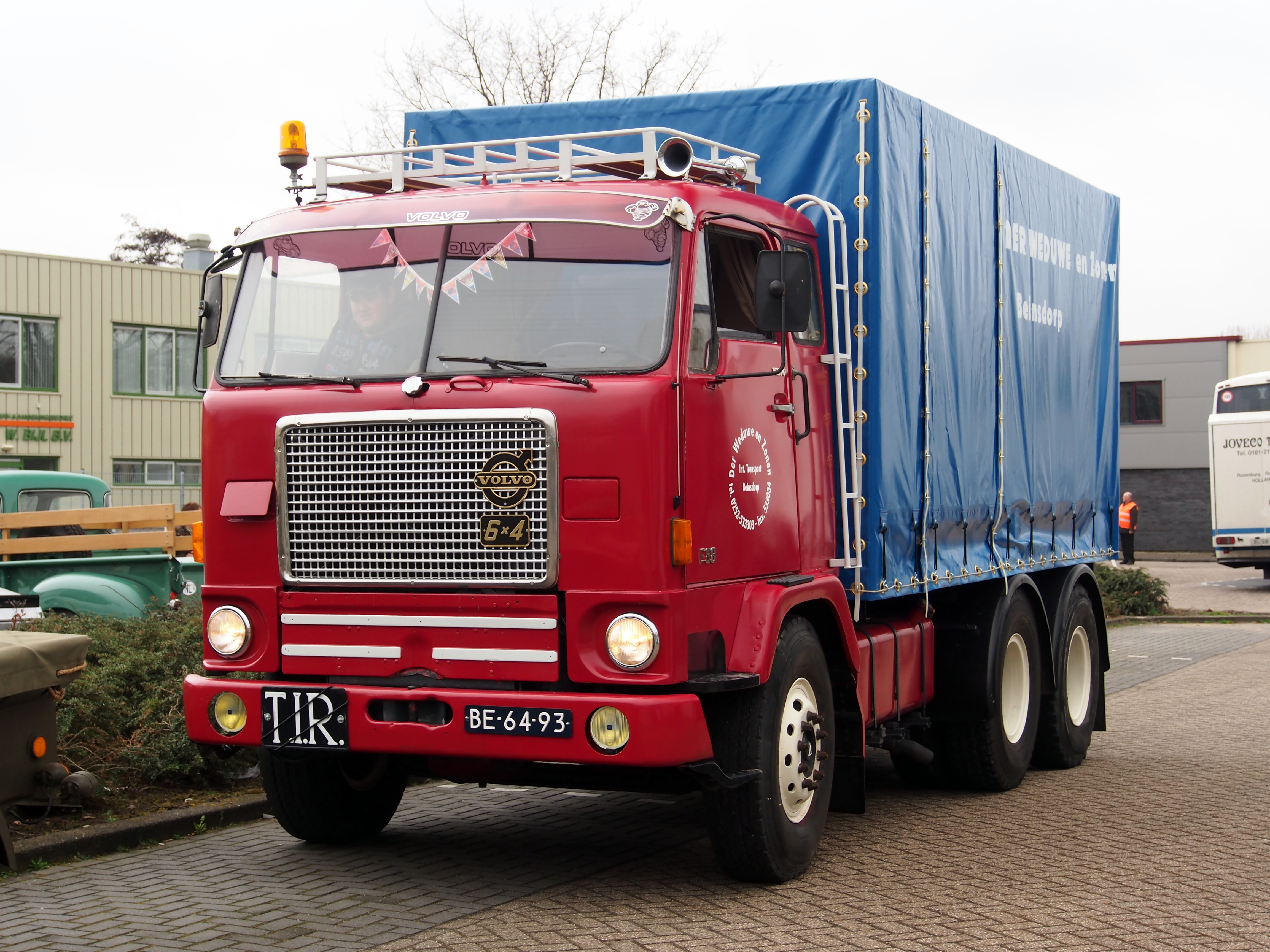
Volvo FB 88 (1970–1971)
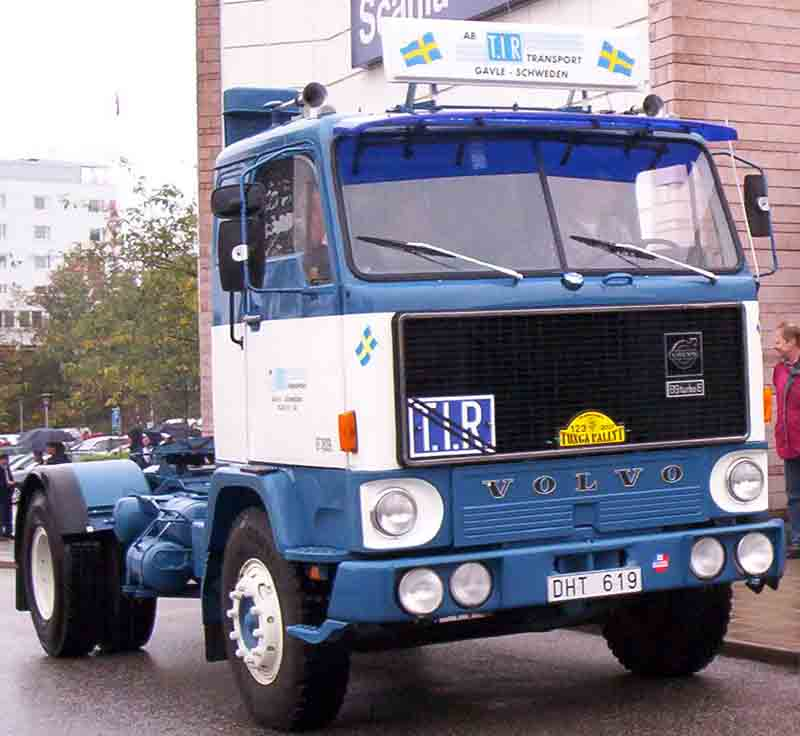
Volvo F 89 (1971–1973)
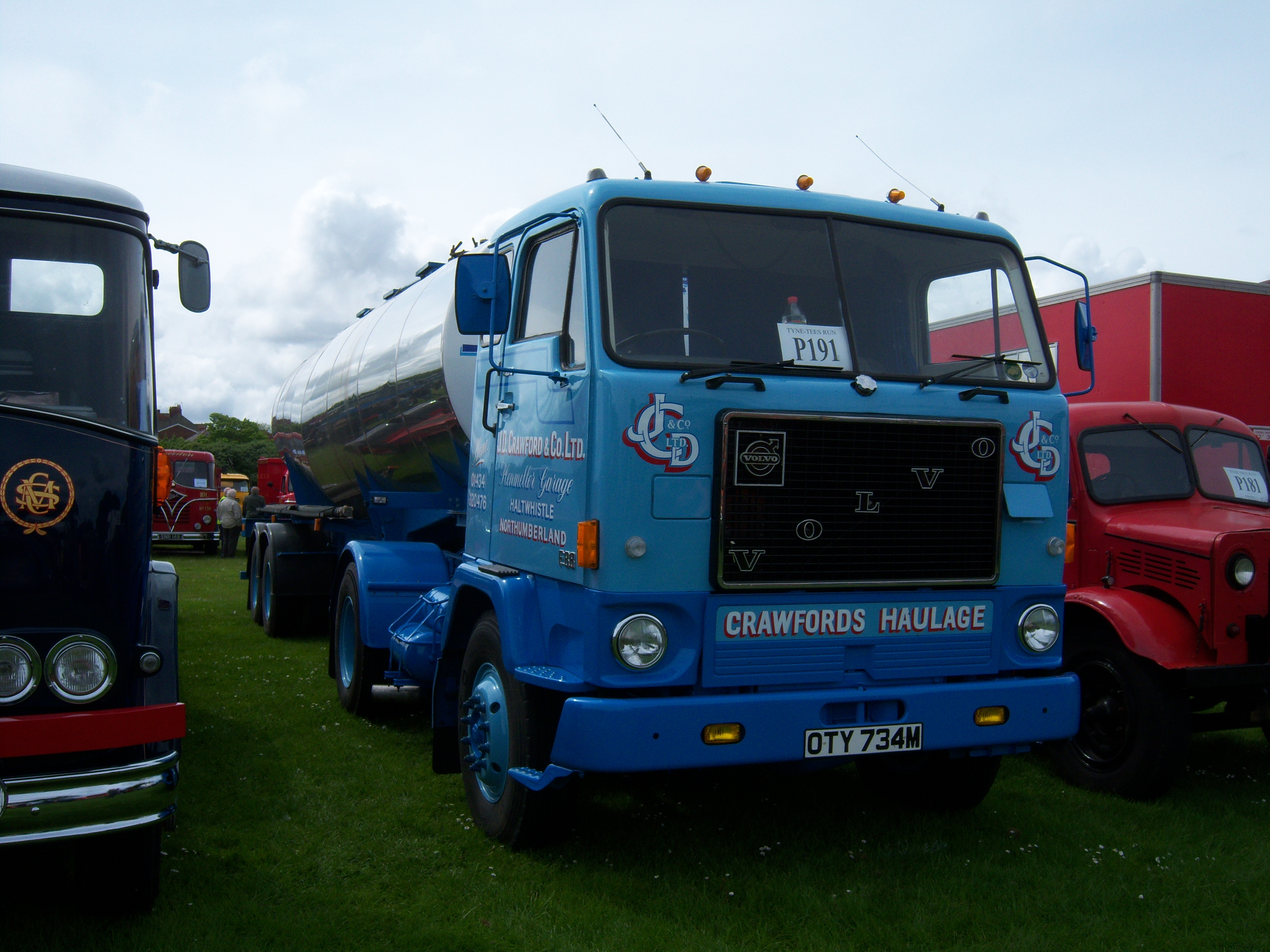
Volvo F 88 (1973–1977)

## F 89
In Westdeutschland wurden ab dem 1. Januar 1972 für Sattel- und Lastzüge mit mehr als 28,5 t zulässigem Gesamtgewicht 8 PS/t gefordert. Für einen Lkw mit 38 t zulässigem Gesamtgewicht waren somit mindestens 304 PS erforderlich. Um in dieser Gewichtsklasse weiterhin vertreten zu sein, ging Volvo ausgehend vom TD100 des F88 den sicheren Weg der Hubraumvergrößerung. Der neue TD120A für den F89 hatte 12 Liter Hubraum, die bei gleicher Nenndrehzahl und gleicher Verdichtung eine größere Leistung von 330 PS brachten.
Für diesen größeren Motor waren einige Änderungen gegenüber dem F 88 nötig, so dass der F 89 entstand. Wegen des auf der linken Seite erweiterten Motortunnels konnte der F 89 nur als Linkslenker angeboten werden. Optisch war der F 89 an dem breiten Kühlergrillgitter aus schwarzem Kunststoff zu erkennen.
Die ersten Fahrzeuge wurden noch mit grau/roter Inneneinrichtung und ohne Schiebedach ausgeliefert. 1971 kamen wie beim F 88 blaue Polster und Schiebedach, 1973 braune Polster und Haltegriffe unterhalb der Windschutzscheibe.
Für einige Märkte wurde der F 89 auch mit einem 8×4-Chassis angeboten. Außerdem gab es Löschfahrzeuge mit 6×6-Chassis und modifizierten Motoren.
Bis 1977 produzierte Volvo 21.005 Fahrgestelle.

### G 89
In einigen Ländern gab es als Variante den G 89 mit vorgesetzter Vorderachse.

### F 89 CH 230
Von 1977 bis 1979 wurde speziell für den Schweizer Markt ein nur 2,3 Meter breiter F 89 CH 230 angeboten.